# Phaedranassa
Phaedranassa là chi thực vật có hoa trong họ Amaryllidaceae.